# Корнелија Бенјовски Шоштарић
Корнелија Бенјовски Шоштарић (хрв. Kornelija Benyovsky Šoštarić; Загреб, 1969) је хрватска новинарка, водитељка и пејзажни архитекта. У Хрватској, као и у бившим југословенским земљама, позната је као Вртларица, захваљујући истоименој емисији коју је водила на телевизији ХРТ 2.

## Биографија
Корнелија је рођена 1969. године у Загребу. Како је касније истицала, одрасла је у центру града, а једине биљке са којима је имала контакт биле су мушкатле на балкону. Желела је да студира сликарство, али јој родитељи то нису дозволили. Због тога се определила за хортикултуру на Агрономском факултету Универзитета у Загребу. Након завршених студија и безуспешне потраге за послом у области пејзажне архитектуре, Шоштарићева је добила прилику да ради кратке прилоге о уређењу баште за хрватску емисију Добро јутро, Хрватска.
Тако је почео њен рад на телевизији, где је 2011. добила своју ауторску емисију, под називом Вртларица, која је имала за циљ да гледаоцима приближи узгој и негу биљака, као и да промовише органску исхрану и повртарство као стил живота. Упркос великом успеху, емисија је укинута 2018. године. Годину дана касније, Корнелија је представила свој нови пројекат, под називом Школа вртларства, под покровитељством трговинског ланца Баухаус. Шоштарићева је кроз тај пројекат наставила снимање видео−прилога за Јутјуб, у којима је остала доследна темама којима се бавила и пре — узгоју биљака и цвећа, самоодрживом стилу живота, животу у природи и органској исхрани.
Почетком 2021. Вртларица је враћена на ХРТ 2.
Корнелија се удала за Нина Шоштарића, телевизијског сниматеља, који је уједно задужен и за реализацију видео−прилога њене Школе вртларства. Имају ћерку Барбару. Породица Бенјовски−Шоштарић живи на имању у близини Доње Стубице, у Загорју.

## Књиге
Корнелија је и ауторка неколико књига:
1. Вртларски дневник, 2012
2. Мала вртларица, (књига за децу), 2013
3. Биљке које негују, 2017
3. Зелени квадрат — здравље из органског врта, 2017